# 자이언 윌리엄슨
자이언 라티프 윌리엄슨(Zion Lateef Williamson, 2000년 7월 6일 ~ )은 미국의 농구 선수이자, NBA 뉴올리언스 펠리컨스의 파워 포워드이다. 자이언 윌리엄슨 듀크 대학교에서 1년만 뛰었음에도 불구하고 타고난 운동 능력과 높은 점프력으로 세간의 주목을 받았다. 윌리엄슨은 모두의 관심 속에 2019 NBA 신인 드래프트에서 전체 1순위로 뉴올리언스 펠리컨스에 지명되었다. 윌리엄슨은 데뷔 시즌인 2019-20 시즌에 올-루키 퍼스트 팀을 수상했으며, 현재 브랜든 잉그램과 CJ 맥컬럼과 함께 뉴올리언스 펠리컨스의 차세대 에이스로 부상하였다. 2021-22 시즌에는 시즌 시작 직전에 진행했던 발 수술로 인해 재활에 집중하게 되면서 한 경기도 출장하지 못한 체 시즌 전체 경기를 결장했다.

## 대학생 시절
자이온 윌리엄슨은 1년 동안 듀크 대학교 소속으로 선수 생활을 하였다. 골든스테이트 워리어스의 스티브 커 감독이 인터뷰에서 '차세대 르브론 제임스'라는 호칭을 붙인 바가 있을 정도로 많은 사람들의 관심을 모았다. 미국의 전직 대통령 버락 오바마가 직접 윌리엄슨의 경기를 관전하러 온 적도 있었는데, 이날 경기 시작 35초 만에 윌리엄슨이 착용했던 농구화가 터지면서 발목 부상을 입은 적이 있었다.

## 경력 통계

### NBA

#### 정규 시즌
| 시즌    | 팀         | 경기 | 선발 | 출장시간 | 야투% | 3점슛% | 자유투% | 리바운드 | 어시스트 | 스틸 | 블록 | 득점 |
| ------- | ---------- | ---- | ---- | -------- | ----- | ------ | ------- | -------- | -------- | ---- | ---- | ---- |
| 2019-20 | 뉴올리언스 | 24   | 24   | 27.8     | .583  | .429   | .640    | 6.3      | 2.1      | .7   | .4   | 22.5 |
| 2020-21 | 뉴올리언스 | 61   | 61   | 33.8     | .611  | .294   | .698    | 7.2      | 3.7      | .9   | .6   | 27.0 |
| 경력    | 경력       | 85   | 85   | 31.7     | .604  | .333   | .683    | 7.0      | 3.2      | .9   | .6   | 25.7 |
| 올스타  | 올스타     | 1    | 1    | 14.0     | .556  | —      | —       | 1.0      | .0       | .0   | .0   | 10.0 |

### 대학교
| 시즌    | 팀     | 경기 | 선발 | 출장시간 | 야투% | 3점슛% | 자유투% | 리바운드 | 어시스트 | 스틸 | 블록 | 득점 |
| ------- | ------ | ---- | ---- | -------- | ----- | ------ | ------- | -------- | -------- | ---- | ---- | ---- |
| 2018–19 | 듀크대 | 33   | 33   | 30.0     | .680  | .338   | .640    | 8.9      | 2.1      | 2.1  | 1.8  | 22.6 |

## 수상 내역
- NBA 올스타 (2021)
- NBA 올-루키 퍼스트팀 (2019)
- 올해의 전미 대학 선수 상 (2019)
- 컨센서스 퍼스트 팀 올-아메리칸 (2019)
- 칼 말론 어워드 (2019)
- ACC 올해의 체육 선수상 (2019)
- ACC 올해의 선수상 (2019)
- 퍼스트 팀 올-ACC (2019)
- ACC 올해의 신인상 (2019)
- ACC 올-프래시맨 팀 (2019)
- ACC 토너먼트 MVP (2019)
- ACC 토너먼트 (2019)

- 맥도날드 올-아메리칸 (2018)

## 스폰서
- 에어 조던[6]